# Pereskiopsis aquosa
Pereskiopsis aquosa ist eine Pflanzenart in der Gattung Pereskiopsis aus der Familie der Kakteengewächse (Cactaceae). Das Artepitheton aquosa stammt aus dem Lateinischen, bedeutet ‚wässrig‘ und verweist auf den spanischen Trivialnamen „Tuna De Agua“. Weitere spanische Trivialnamen sind „Alfilerillo“, „Chirrioncillo“ und „Tasajillo“.

## Beschreibung
Pereskiopsis aquosa wächst strauchig bis baumförmig, verzweigt an der Basis oder weiter oben und erreicht Wuchshöhen von 2 bis 4 Meter. Häufig wird ein auffälliger Stamm ausgebildet. Die kahlen, grünen Triebe sind jung glauk und weisen einen Durchmesser von 1 bis 2,5 Zentimeter auf. Die verkehrt eiförmige bis fast elliptische, zugespitzte Blattspreite der Laubblätter ist 3,5 bis 8 Zentimeter lang und 2,5 bis 3,2 Zentimeter breit. Die kreisrunden, grauen Areolen sind anfangs mit langen Haaren besetzt. Die Glochiden sind gelb. Der einzelne Dorn, selten werden bis zu vier ausgebildet, manchmal fehlt er auch, ist steif, anfangs hellgelb bis weiß, später grau und 0,5 bis 3,6 Zentimeter lang.
Die goldgelben, rötlich überhauchten Blüten erscheinen an den Triebspitzen. Sie erreichen einen Durchmesser von 6 bis 7 Zentimeter und sind 10 bis 16 Zentimeter lang. Ihr Perikarpell ist mit Brakteen versehen. Die birnenförmigen, gelblich grünen, essbaren Früchte weisen Durchmesser von 1,6 bis 3,5 Zentimeter auf und sind 6 bis 13 Millimeter lang. Sie sind reichlich mit Glochiden besetzt.

## Verbreitung, Systematik und Gefährdung
Pereskiopsis aquosa ist in den mexikanischen Bundesstaaten Durango, Jalisco und Nayarit in tropischen, laubabwerfenden Wäldern in Höhenlagen von 300 bis 1800 Metern verbreitet.
Die Erstbeschreibung als Opuntia aquosa erfolgte 1898 durch Frédéric Albert Constantin Weber. Nathaniel Lord Britton und Joseph Nelson Rose stellten die Art 1907 in die von ihnen neu aufgestellte Gattung Pereskiopsis. Ein weiteres nomenklatorisches Synonym ist Grusonia aquosa (F.A.C.Weber) G.D.Rowley (2006).
In der Roten Liste gefährdeter Arten der IUCN wird die Art als „Least Concern (LC)“, d. h. als nicht gefährdet geführt. Die Entwicklung der Populationen wird als stabil angesehen.

## Nachweise